# Arthrobotrys javanica
Arthrobotrys javanica är en svampart som först beskrevs av Rifai & R.C. Cooke, och fick sitt nu gällande namn av Jarow. 1970. Arthrobotrys javanica ingår i släktet Arthrobotrys och familjen vaxskålar.   Inga underarter finns listade i Catalogue of Life.